# Sternfeld (Berlin)
Sternfeld war von 1874 bis 1910 ein Gutsbezirk im Landkreis Osthavelland, gelegen am nördlichen Ufer der Spree zwischen Charlottenburg und Spandau. 1910 wurde Sternfeld gemeinsam mit dem Gutsbezirk Haselhorst in die Stadt Spandau eingegliedert. Mit dieser kam es 1920 zu Groß-Berlin und wurde 1929 zum äußersten südwestlichen Teil der Siemensstadt. 1961 war Sternfeld noch in einem Stadtplan verzeichnet, inzwischen wird der Name nicht mehr verwendet.

## Gründung
Vom Rittergut Haselhorst wurden 1865 die umfangreichen Teilflächen Gartenfeld und Sternfeld abgetrennt in der Absicht, diese zu parzellieren und als Bauland zu verwerten. Sternfeld wurde 1872 an eine „Zentralbank für Bauten“ verkauft, die in dem völlig unerschlossenen, sumpfigen Gebiet die Anlage von Villenkolonien plante. Am 2. Juli 1874 erfolgte die Gründung des neuen Gutsbezirks Sternfeld, der insgesamt 38,3 Hektar zwischen Paulstern und der sogenannten Faulen Spree, einem Altarm der Spree, umfasste. Dies schloss die Ansiedlungen Paulstern und Otternbucht mit ein. Durch die Gründerkrise brach das Finanzierungsmodell der „Zentralbank für Bauten“ zusammen, sodass deren Planungen nicht verwirklicht werden konnten. Errichtet wurde lediglich 1874 ein großes Dampfsägewerk, eines der größten Sägewerke Preußens, 102 Arbeiter waren zur Bedienung des Werkes bei voller Tätigkeit erforderlich. Allerdings erwies sich der Transport von Holz zwischen Berlin und Sternfeld auf der damals noch unregulierten, windungsreichen Spree als aufwendig, und nach der Gründerkrise waren so große Mengen Bauholz kaum noch absetzbar. So wurde das Werk bereits 1876 wegen Unwirtschaftlichkeit wieder stillgelegt.

## 1886–1920
Das Gelände mit dem Gebäude des Dampfsägewerkes wurde 1886 von Charles Eugene Motard erworben, dessen Betrieb in der Gitschiner Straße 15 im heutigen Ortsteil Kreuzberg aus Tierprodukten Stearinkerzen herstellte, was wegen der Geruchsbelästigung dort zu Differenzen mit der immer rascher besiedelten Nachbarschaft führte. 1891 wurde der Betrieb nach Sternfeld verlegt, der Warenverkehr erfolgte per Schiff über die Spree. Um 1900 waren hier über 400 Personen beschäftigt. Der Motardsche Besitz erstreckte sich beiderseits der späteren Sternfelder Straße sowie zwischen dem heutigen Großen Spreering, der Nonnendammallee, dem Rohrdamm und der Faulen Spree. Motard hatte hier auch große Obstplantagen angelegt und in einigem Abstand zu den Fabriken zwei Villen errichtet, die den späteren Motard-Direktoren als Wohnung dienten. Die durch dieses Gelände führende Straße ist seit 1907 als „Motardstraße“ benannt.
Die Charlottenburger Wasserwerke AG erbaute 1896 ihr drittes Wasserwerk am nördlichen Ufer der Spree im östlichen Teil von Sternfeld.
Zur Errichtung neuer Werksanlagen der „Kolonie Nonnendamm“ (seit 1914: Siemensstadt) kaufte die Firma Siemens auch von Motard die übrigen Flächen im östlichen Teil von Sternfeld auf. Außerdem errichtete sie 1905 auf Charlottenburger Gebiet den Bahnhof Fürstenbrunn und eine Brücke über die Spree, sodass das bisher abgelegene Sternfeld nun gut per Bahn erreichbar war.
Die Stadt Charlottenburg plante ab 1908 ein Begradigung der Spree durch das Gebiet von Sternfeld hindurch, um weiter südlich, unter Einbeziehung des alten Flusslaufes, einen großen Hafen mit Güterbahnhof anlegen zu können. Über das Projekt wurde von 1908 bis 1914 erfolglos mit den Staatsbehörden und der Stadt Spandau verhandelt, nach Beginn des Ersten Weltkriegs wurde es aufgegeben.
1910 verlor Sternfeld seine Eigenständigkeit und wurde in die Stadt Spandau eingegliedert, mit der es 1920 zu Groß-Berlin kam.

## Seit 1920
Die Bedeutung der Firma Motard sank weiter. Nachdem Osram sowie einige Handwerksbetriebe weitere Teile der Motardschen Grundstücke aufgekauft hatten, blieb schließlich nur noch ein rund 20.000 m² großes Anwesen an der Nonnendammallee 32–36 übrig, auf dem noch bis 1979 Stearinkerzen produziert wurden.
Im April 1929 war der Baubeginn für das großflächige Heizkraftwerk Reuter im Westen von Sternfeld auf vormaligem Gartenland. Dazu wurde ein Teil der Alten Spree zugeschüttet. Die Lützower Wiesen im äußersten Westen blieben bis in die 1980er Jahre erhalten, danach wurde dort das Heizkraftwerk Reuter West erbaut.
Auf weiteren Flächen erweiterten die Wasserwerke ihr Grundstück, außerdem entstand ein Kleingartengebiet. Im Gebiet zwischen Spree und Fauler Spree besteht seit 1953 eines der ältesten Landschaftsschutzgebiete von Berlin. Im Stadtplan von 1961 ist Sternfeld mit der alten Fabrik noch eingezeichnet. Danach entstand entlang der Motardstraße ein großes Kohlenlager, das auch die vorherige Zufahrt überbaute. 1969 wurden die letzten Teile der alten Fabrik abgerissen, die Fläche ist noch heute auf Luftbildern gut zu erkennen als kahle Fläche inmitten von grüner Natur.
Die Sternfelder Straße wurde 1912 östlich von der Fabrik errichtet und 1962 entwidmet, sie ist heute eine Privatstraße als östliche Zufahrt zu einem Kleingartengelände.
Der Name „Sternfeld“ ist heute im Stadtbild nicht mehr zu finden. Vermutlich wurde er schon in den 1960er Jahren nicht mehr genutzt. Die einzige bekannte Einrichtung im ehemaligen Sternfeld, gelegen im äußersten Westen, ist das Heizkraftwerk Reuter West.